# Петтерссон, Ёта
Ёта Элизабет Петтерссон (швед. Göta Elisabeth Pettersson; 18 декабря 1926, Стокгольм, Швеция — 9 октября 1993, там же) — шведская гимнастка, чемпионка мира, чемпионка Олимпийских игр 1952 года.

## Биография
Ёта Петтерссон родилась в 1926 году в Стокгольме. В детстве она хотела заниматься плаванием, однако в 1941 году стала заниматься гимнастикой. В 1946 году заняла третье место на чемпионате Швеции. В 1948 году стала чемпионкой Швеции. В 1950 году она в составе сборной победила на чемпионате мира. В 1952 году на Летних Олимпийских играх в Хельсинки шведки выиграли золотую медаль в командных упражнениях с предметом, опередив сборную СССР и Венгрии с результатом 74,2 балла.
После Олимпийских игр 1952 года Петтерссон завершила карьеру. В 1953 году она вышла замуж. Скончалась в 1993 году в Стокгольме.